# توکای آفریقایی

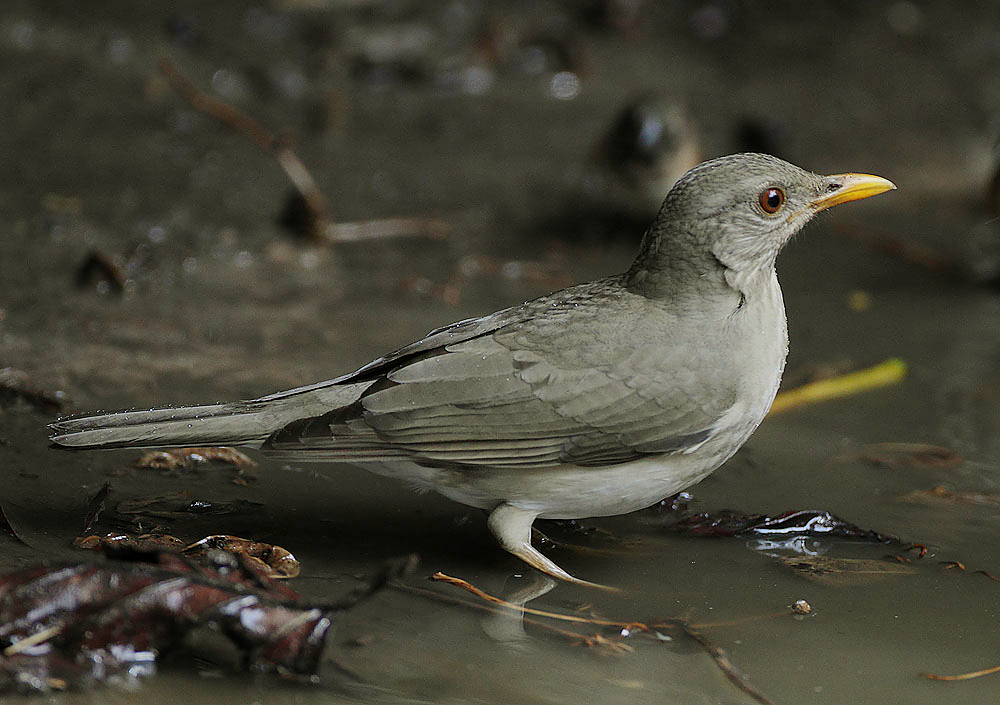
توکای آفریقایی

توکای آفریقایی یا توکای آفریقای غربی (نام علمی: Turdus pelios) یک پرنده گنجشک‌سان از تیرهٔ توکایان (Turdidae) است. در نواحی پردرخت در بیشتر بخش‌های غربی آفریقای صحرای جنوبی رایج است، زمانی به عنوان هم‌گونهٔ توکای زیتونی در نظر گرفته می‌شد، اما این گونه اکنون بیشتر تقسیم شده است. جمعیت‌ها مقیم (نامهاجر) هستند.
توکای آفریقایی را می‌توان در انواع زیستگاه‌های جنگلی از جمله لبه جنگل، جنگل‌های ساحلی، کشت درختچه‌ای، پارک‌ها و باغ‌ها یافت.